# Al Joyner
Alfredrick Alphonzo "Al" Joyner  (East St. Louis, 10 de janeiro de 1961) é um ex-atleta, técnico de atletismo e campeão olímpico norte-americano. Também é conhecido por ser o viúvo de Florence Griffith Joyner e irmão de Jackie Joyner-Kersee, ambas campeãs olímpicas e recordistas mundiais.
Estrela do atletismo desde o colegial, cursou depois a Universidade Estadual do Arkansas e ao se formar havia sido diversas vezes campeão americano do salto triplo ao ar livre e em pista coberta, além de competir na final da modalidade no inaugural Campeonato Mundial de Atletismo de 1983, em Helsinque.
Em Los Angeles 1984 ele conquistou a medalha de ouro com um salto de 17,26m. Nos mesmos Jogos, sua irmã Jackie conquistou a medalha de prata no heptatlo e os irmãos Joyner tornaram-se os primeiros irmãos americanos a medalharem na mesma Olímpiada. Três anos depois ele casou-se com Flo-Jo, a quem havia conhecido nas seletivas americanas para os boicotados Jogos de Moscou 1980 e tornou-se seu técnico. Sob sua orientação ela ganhou três medalhas de ouro em Seul 1988 e quebrou os recordes mundiais dos 100 m e 200 m rasos. Flo-Jo morreu em 1998 de um ataque de epilepsia enquanto dormia  e Al casou-se novamente em 2003 com Alisha Biehn.